# 卡马尔萨纳德特拉
卡马尔萨纳德特拉，是西班牙卡斯蒂利亚-莱昂萨莫拉省的一个市镇。 总面积48平方公里，总人口1014人（2001年），人口密度21人/平方公里。